# Червоне море
Черво́не мо́ре (араб. البحر الأحمر Bahr el-Ahmar) — міжконтинентальне море Індійського океану у тектонічному розломі між Африкою та Аравійським півостровом Євразії. Площа моря 450 тис. км²; найбільша глибина 2600 м; об'єм вод — 251 тис. км³. Море витягнуте з північного заходу на південний схід на 1932 км. Баб-ель-Мандебською протокою й Аденською затокою сполучається з відкритими водами океану. На півночі Акабська і Суецька затоки омивають Синайський півострів. Суецький канал на півночі від 1869 року поєднує води Червоного моря з водами Середземного, перетворивши море на важливу частину найзавантаженішого морського шляху, по якому здійснюються морські перевезення між Європою, Азією і Австралією.

## Назва
Існують декілька версій походження назви Червоного моря.
Перша версія пояснює походження назви цього моря від неправильного читання семітського слова, що складається з трьох букв: «х», «м» і «р». З цих букв у стародавніх написах складено ім'я семітського народу — хим'ярити, — жили у Південній Аравії до її завоювання арабами. У стародавній південноаравійській писемності короткі голосні звуки графічно не зображувалися на письмі. Тому з'явилося припущення, що при розшифровці арабами південноаравійських написів поєднання «х», «м» і «р» було прочитано як арабське «Ахмар» (червоний).
Інша версія ставить назву моря в залежність від тієї чи іншої частини світу. У міфічних переказах багатьох народів світу сторони світу пов'язані з певними колірними відтінками. Наприклад, червоний колір символізує південь, білий — схід, чорний (в деяких народів Азії) — північ. Звідси назва «Чорне море» означає не «море з темною, чорною водою», а «море, що знаходиться на півночі». Адже турки називали це море Кара-Деніз, стародавні племена, що розмовляли іранськими мовами, — Ахшав (темне), а скіфи Тама, що також пов'язане зі значенням «темний». Що стосується Червоного моря, то слово «червоний», мабуть, вказує на його південне розташування, а зовсім не на колір морської води.
Один із перших описів Червоного моря склав у II столітті до н. е. грецький історик і географ Агатархід Кнідський у своїй роботі «Про червоне море (Еритрейське)». У XVI столітті допускалася назва Червоного моря: «Суецьке».

## Геологія
Через головну вісь моря проходить рифт Червоного моря, що прямує від Афарського трійника на півдні до трійника на півночі моря, від якого розділяється двома гілками на північний схід (рифт Мертвого моря) та на північний захід рифт Суецької затоки — що є авлакогеном. Рифт Червоного моря відокремлює Африканську плиту від Аравійської. Цей розкол розпочався в еоцені, пришвидшився протягом олігоцену. На дні моря відбуваються процеси спредингу, тобто процеси розсування земної кори. Це надає морю характерну впізнавану витягнуту вузьку форму. Внаслідок цих процесів море з часом стане центральною частиною океану, як колись подібні процеси у Північній Атлантиці розкололи Лавразію, утворивши океан між Північною Америкою і Європою. Геологічні структури північного узбережжя Червоного моря продовжуються на південному, як структури Скандинавського півострова в Гренландії.
За часів кайнозою Баб-ель-Мандебська протока була декілька раз перекрита і Червоне море повністю випаровувалось. Це могло відбутись через:
- Виверження вулкана на острові Перім і перекриття морської протоки лавовими потоками.
- Зниження світового рівня моря під час льодовикових періодів через збереження великого об'єму води в льодовикових шапках.

### Рельєф дна
Ізобати морського дна здебільшого повторюють обриси берегової лінії. У рельєфі дна виділяється вузька прибережна мілина (до глибини 200 м), найширша в південній частині моря, з численними кораловими і корінними островами. За мілиною відсутній материковий схил, підводні скелясті береги можуть уходити на глибину до 700 м. Дно моря являє собою неперервну каньйоноподібну улоговину з глибинами понад 2000 м. На півдні глибоководна улоговина з'єднується з Баб-ель-Мандебським підняттям (глибини до 170 м).

### Донні відклади
Донні відклади представлені переважно вапняковими мулами, на півдні простежується домішка карбонату магнію.

### Вулканізм
На дні моря вулканічні процеси проявляють себе діяльністю гідротермальних джерел — білих та чорних курців; вулканічними виверженнями та постійними землетрусами. Внаслідок вулканізму з-під поверхні моря з'являються нові острови. Так, упродовж 2011—2013 років на півдні в архіпелазі Зубейр виникли два нові острівця — Шолан і Джадід.

## Гідрографія
Площа Червоного моря дорівнює 450 тис. км². Майже ⅔ моря лежать в тропічному поясі. Об'єм води — 251 тис. км³. За різними оцінками довжина з півночі на південь від 1932 км до 2350 км (від 12°40' до 30° пн. ш.), ширина від 305 до 360 км. Найбільша глибина 2600 м спостерігається в центральній частині.

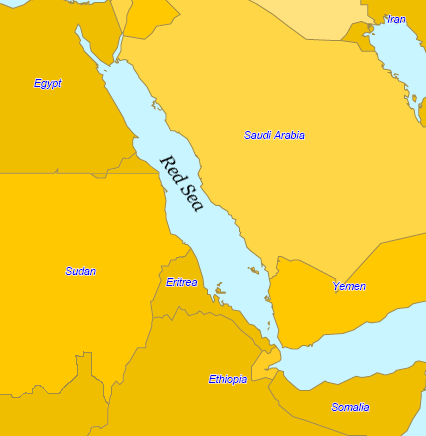
Прибережні країни
Батіметрична карта
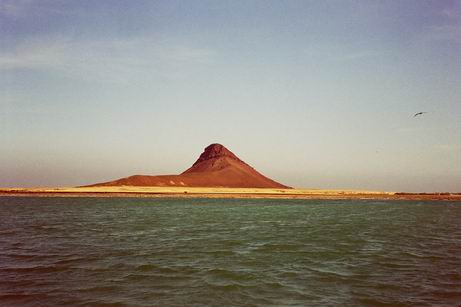
Баб-ель-Мандеб, Південні ворота Червоного моря
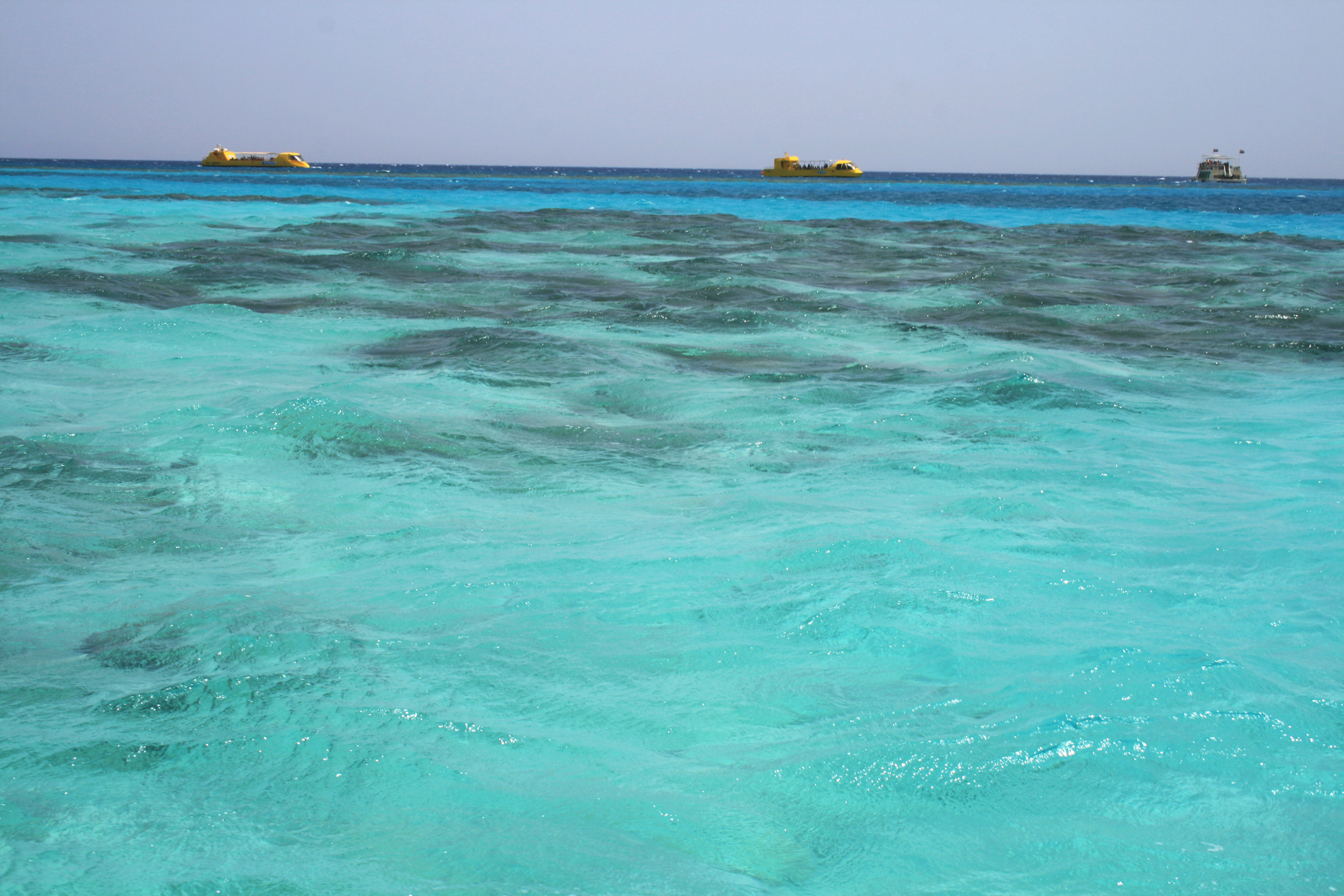
Море поблизу Хургади (Єгипет)
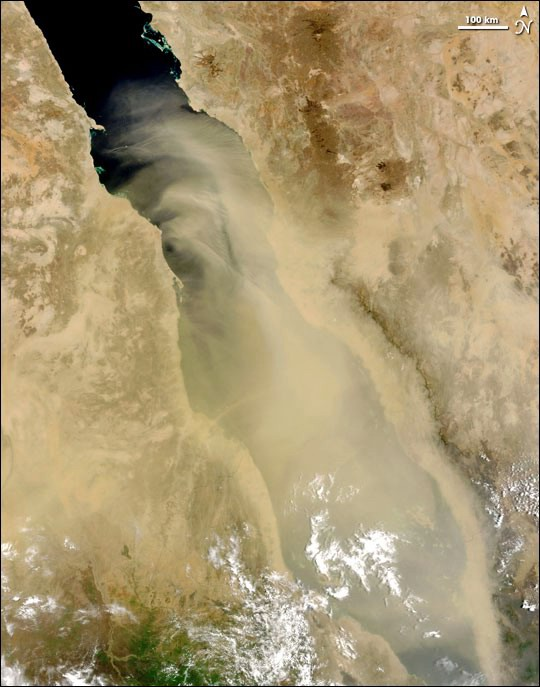
Пилова буря над Червоним морем

### Межі
Міжнародна гідрографічна організація визначає межі Червоного моря наступним чином:
- На півночі. Південні межі Суецької — лінія, що пролягає від Національного парку Рас-Мухаммад (27°43'N) до південної точки острова Шадуан (34°02'E) і звідти на захід по паралелі (27°27'N) до узбережжя Африки; та Акабської затоки — лінія, що проходить від Рас-ель-Фасма на північний захід до острова Реквін (27°57′ пн. ш. 34°36′ сх. д. / 27.950° пн. ш. 34.600° сх. д.) через острів Тиран до його південно-західної точки і далі на захід по паралелі (27°54'N) до узбережжя Синайського півострова.
- На півдні. Лінія, що з'єднує Хісн-Мурад (12°40′ пн. ш. 43°30′ сх. д. / 12.667° пн. ш. 43.500° сх. д.) та Рас-Сіян (12°29′ пн. ш. 43°20′ сх. д. / 12.483° пн. ш. 43.333° сх. д.).

### Затоки
На півночі моря розташовуються дві затоки: Суецька і Акабська, яка з'єднується з Червоним морем через протоку Ет-Тиран. Глибини в затоці Акаба сягають 1800 м. Коралові рифи облямовують невеликі бухти, що звуться на півночі шермами.

### Протоки
- Зейт
- Баб-ель-Мандебська
- Тавіла
- Шадван

### Острови
Островів у північній частині моря мало (наприклад: острів Тиран і група островів Гіфатин) і тільки південніше 17° пн. ш. вони утворюють кілька архіпелагів з численними островами: Дахлак в південно-західній частині моря є найбільшими, а архіпелаги Фарасан, Суакін, Ханіш менші. Є й окремі острови — Камаран.

### Береги
Береги порізані слабо, їх обриси в основному зумовлені скидною тектонікою і майже на всьому своєму протязі східні і західні береги паралельні один одному.

### Річковий стік
Особливість Червоного моря полягає в тому, що в нього не впадає жодна річка, а річки зазвичай несуть із собою мул і пісок, істотно знижуючи прозорість морської води. Тому вода в Червоному морі кришталево чиста.

## Клімат
Уся акваторія моря лежить в тропічному кліматичному поясі. Увесь рік над морем панують тропічні повітряні маси. Це спекотна посушлива зона з великими добовими амплітудами температури повітря. Сезонний хід температури повітря чітко відстежується. Переважають пасатні вітри.
Протягом року відзначаються два окремих мусонні сезони, північно-східний і південно-західний мусони. Мусонні вітри дмуть через різницю між нагрівом поверхні суші і моря. Вельми високі температури поверхні у поєднанні з високою солоністю, роблять море одним з найгарячіших і найсолоніших морських басейнів у світі.
Середня температура поверхні води в Червоному морі влітку становить близько 26 °C на півночі до 30 °C на півдні. Середня температура води 22 °C. Кількість опадів над Червоним морем і його берегами наднизька — в середньому 6 мм/рік, дощі — переважно швидкоплинні зливи. Дефіцит опадів і відсутність джерел прісної води в Червоному морі, перевищення випаровування над опадами досягає 2050 мм/рік, що призводить до високої солоності з мінімальними сезонними варіаціями.

## Гідрологічний режим

### Припливи й хвилювання
У середньому припливи коливаються від 0,6 м на півночі країни біля гирла Суецької затоки і 0,9 м на півдні країни біля Аденської затоки, й коливається від 0,20 м — 0,30 м біля вузлової точки — центру Червоного моря (терен Джидда). На південь від Джидди біля Шаїаба на теренах себха затоплення сягають 3 км, на північ від Джидди в Ель-Харрар терени себха покриваються тонким шаром води на 2 км. Взимку в середньому рівень моря на 0,5 м вище, ніж влітку.

### Солоність
Червоне море є одним з найсолоніших морів Світового Океану) — через відсутність надходження прісного річкового стоку, високого випаровування, відокремленість від Індійського океану вузькою Баб-ель-Мандебською протокою, вплив схем циркуляції води.
Солоність води на півночі 41,5 ‰, на півдні — 38 ‰. Це найсолоніше море у світі.

## Біорізноманіття

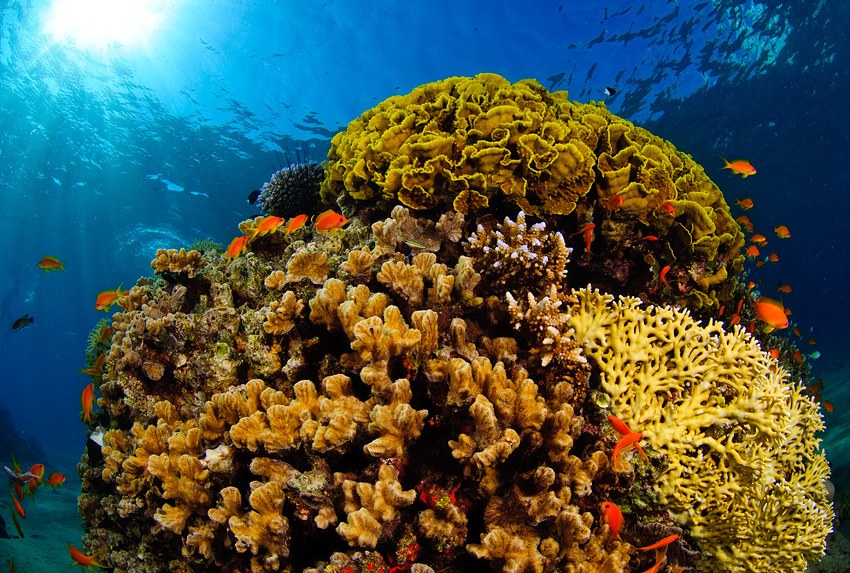
Кораловий риф

### Зоогеографія
Акваторія моря поділяється на 2 морських екорегіони західної індо-пацифічної зоогеографічної провінції: Північне і Центральне Червоне море, Південь Червоного моря. У зоогеографічному відношенні донна фауна континентального шельфу й острівних мілин до глибини 200 м належить до індо-західнопацифічної області тропічної зони.

### Корали
Коралові рифи, які простягнулися вздовж усього узбережжя, є своєрідним життєвим центром, що дає прихисток для 400 видів риб. 
Різноманітні форми коралів, які можуть бути круглими, плоскими, розгалуженими, а також мати інші фантастичні форми і колірну гамму (від ніжно-жовтого і рожевого до коричневого і синього) слугували популяризації підводного плавання на червономорських курортах. Але колір зберігають тільки живі корали, після смерті вони втрачають м'які покривні тканини і залишається тільки білий кальцієвий скелет.

### Риби
У Червоному морі мешкає понад 1200 видів риб. Мурени, пристосовані до життя на рифах, можуть сягати 3 м завдовжки й мають досить страхітливий вигляд. Можна зустріти і рибу-наполеона, що дістала свою назву через характерний виступ на голові, який нагадує головний убір французького імператора. Ці риби особливо численні у південній частині Синайського півострова. Відрізняються яскравим забарвленням риби-ангели і риби-метелики, риби-клоуни і барабулі.

### Інші тварини
У Червоному морі широко поширені дельфіни і косатки. Цілком можлива зустріч під водою й із зеленою черепахою. Дивовижні голкошкірі подовженої форми — морські огірки — живуть на морському дні.

## Історія
Після виходу людства з Африки через Синайський перешийок та Баб-ель-Мандебську протоку його розселення Євразією води Червоного моря протягом багатьох тисячоліть людської історії слугували транспортними шляхами для жвавих торговельних зв'язків між народами північно-східної Африки і Близького Сходу. Прадавні цивілізації долини Нілу, Ефіопського нагір'я та півдня Аравійського півострова не тільки активно користувалися морем як транспортною магістраллю, а й використовували його природні багатства (рибу, сіль, перли).
У 1869 році було споруджено Суецький канал між Середземним і Червоним морем. Він перенаправив головні вантажопотоки між Європою і Азією, що до того огинали Африку із заходу.
Геостратегічне положення Джибуті на вході до Червоного моря приваблює до нього головних політичних гравців світу. Тут споруджено військові бази США, Франції (з контингентами інших країн Європейського Союзу), Італії, Японії та Китаю.

## Економіка
Після спорудження Суецького каналу через море був перенаправлений головний вантажопотік між Європою та Азією з Австралією, значно виросло його геостратегічне значення. У першій половині XX століття, до спорудження 1950 року трубопроводу Арамко, що поєднав родовища Перської затоки із Середземним морем, головним вантажем була нафта та нафтопродукти. Після здобуття червономорськими країнами незалежності морські порти на його узбережжі стали головними брамами вивозу сировини (марганцева руда, фосфорити, нафта, бавовник, кава) та імпорту іноземних товарів. Головні морські пасажиропотоки спрямовані до приморських курортів на півночі (туристи) та до Джидди (паломники, що здійснюють хадж до Мекки). Вузловою точкою на вході до акваторії моря слугує порт Джибуті. Після здобуття Еритреєю незалежності від Ефіопії 1993 року остання здійснює через нього майже всю свою зовнішню торгівлю.

### Транспортні шляхи

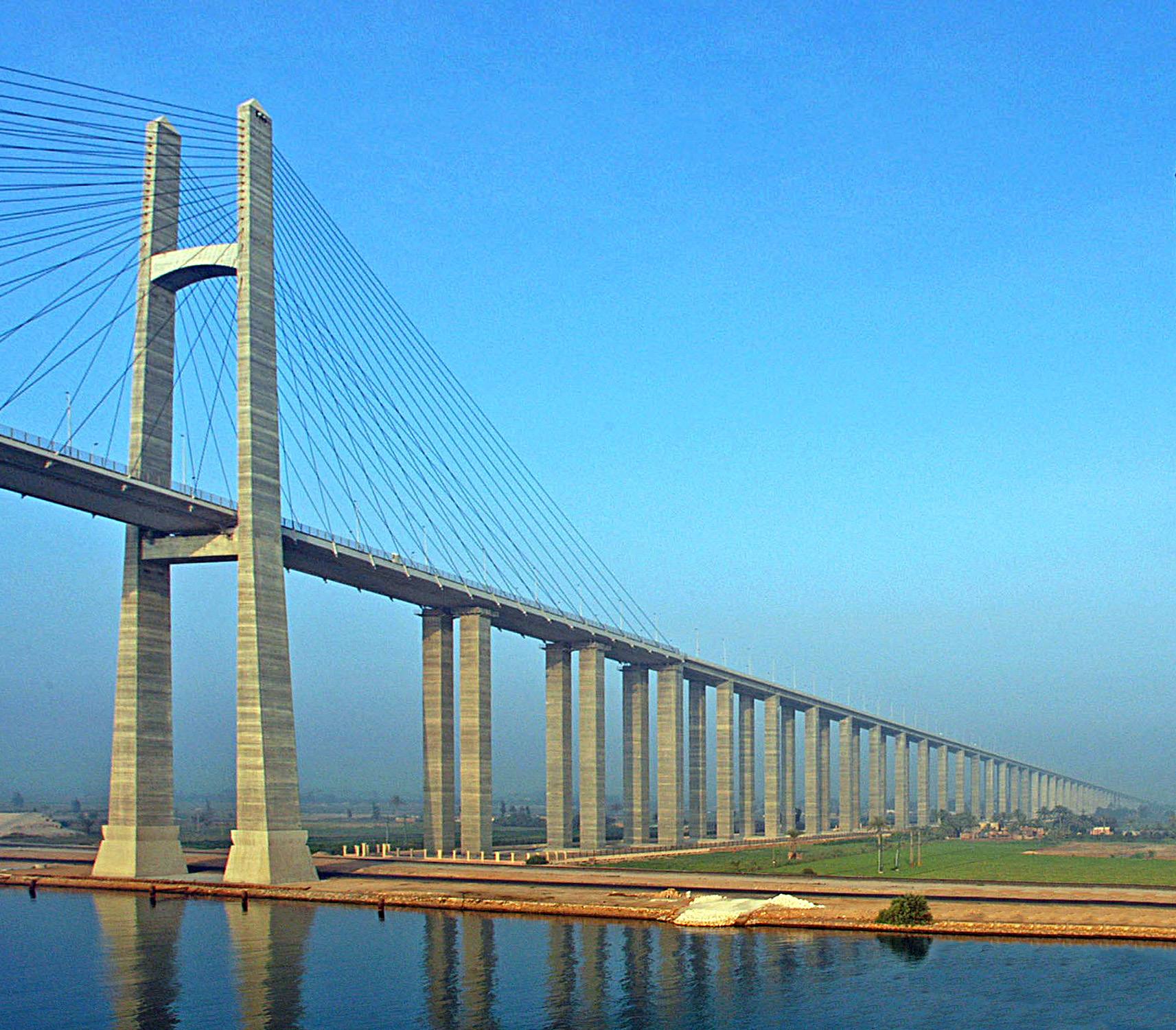
Міст Мубарака над Суецьким каналом

### Морські порти
Суец (Єгипет), Янбу-ель-Бахр, Джидда (Саудівська Аравія), Порт-Судан (Судан), Акаба (Йорданія) Ейлат (Ізраїль).
На узбережжі Червоного моря розташовані такі міста:
- Єгипет: Дагаб (دهب), Ель-Гуна (الجونة), Ель-Кусейр (القصير), Марса-Алам (مرسى علم), Нувейба (نويبع), Сафага (ميناء سفاجا), Сома Бей (سوما باي), Суец (السويس), Таба (طابا), Халаїб (حلايب), Хургада (الغردقة), Шарм-ель-Шейх (شرم الشيخ).
- Ємен: Ходейда (الحديدة).
- Еритрея: Аркіко (ሕርጊጎ), Ассаб (ዓሳብ), Массауа (ምጽዋ).
- Йорданія: Акаба (العقبة).
- Ізраїль: Ейлат (אילת).
- Саудівська Аравія: Джидда (جدة), Рабіг (رابغ), Янбу (ينبع).
- Сомалі: Бербера, Маїт.
- Судан: Порт-Судан (بورت سودان), Суакін (سواكن).

### Рекреаційні ресурси

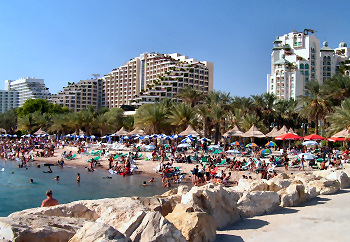
Готелі в Ейлаті, Ізраїль

Море відомо прекрасними місцями для дайвінгу, такими як національний парк Рас-Мухаммад, SS Thistlegorm, риф Ельфінстоун, острови Бразерс (Ель-Іхва), риф Дедал, риф Сент-Джонс, острів Рокі в Єгипті і менш відомі місця в Судані, як-от Санганеб, Абінгтон, Ангарош і Шааб-Румі.
Червоне море стало популярним місцем для дайвінгу після експедицій Ганса Гасса в 1950-х роках, а потім Жака-Іва Кусто. До популярних туристичних курортів відносяться Ель-Гуна, Хургада, Сафага, Марса-Алам на західному березі Червоного моря, Шарм-еш-Шейх, Дахаб і Таба на єгипетській стороні Синаю, а також Акаба в Йорданії та Ейлат в Ізраїлі в районі, відомому як Червономорська Рив'єра.

## Держави на узбережжі
Омиває береги Єгипту, Судану, Джибуті, Еритреї, Саудівській Аравії, Ємену, Ізраїлю і Йорданії.